# Jo Stroomberg
Johanna Margaretha (Jo) Roele-Stroomberg (Amsterdam, 19 mei 1919 – aldaar, 23 mei 1984) was een Nederlands zwemster, die gespecialiseerd was in de schoolslag. Ze zwom bij de zwemclub Het Y en nam deel aan de Olympische Zomerspelen 1936 in Berlijn.

## Biografie
Het talent van Stroomberg viel in juni 1934 voor het eerst op tijdens zwemwedstrijden in Breda, toen de net vijftienjarige zwemster van Het Y in een tijd van 1.31,2 minuut tweede werd op de 100 meter schoolslag. Haar echte doorbraak volgde pas in juli 1936, toen ze in een tijd van 3.12,4 minuten derde werd op de nationale kampioenschappen. Ze mocht daardoor een maand later, met schoolslagzwemsters Jenny Kastein en Jopie Waalberg, mee naar de Olympische Zomerspelen in Berlijn.
Hier viel ze op de 200 meter schoolslag af in de series. Maar dat ze wel degelijk wat kon, bewees ze in oktober 1936: ze behaalde met een tijd van 3.02,6 minuten een nieuw Nederlands record op dezelfde afstand op de kortebaan. In 1937 werd ze nog derde op de nationale kampioenschappen, maar daarna kon ze haar goede prestaties niet doorzetten. Ze stopte in de jaren 40 met zwemmen.

## Privé
Stroomberg huwde op 19 mei 1948, haar 29ste verjaardag.